# Prostitución en Sierra Leona
La prostitución en Sierra Leona es legal y habitual. La Ley de Delitos Sexuales de 2012 prohíbe el proxenetismo y la participación de terceros. ONUSIDA calcula que hay 240 000 prostitutas en el país. Se las conoce localmente como "serpientes" por el siseo con el que atraen a los clientes.
Las trabajadoras del sexo denuncian que a menudo sufren abusos, acoso y extorsión por parte de la policía.
En 1787, la Corona británica fundó el asentamiento de Cline Town en Sierra Leona en lo que se denominó posteriormente Freetown. Su objetivo era reasentar a algunos de los "pobres negros de Londres", en su mayoría afroamericanos liberados por los británicos durante la Guerra de Independencia de los Estados Unidos. Unos 290 hombres negros libres, 41 mujeres negras y 60 prostitutas blancas de Londres llegaron a Sierra Leona el 15 de mayo de 1787.
Desde el final de los diez años de guerra civil en Sierra Leona, se ha producido un aumento de la prostitución infantil, especialmente entre los niños que luchan por sobrevivir, a pesar de que la prostitución infantil es ilegal en el país.

## Tráfico sexual
Sierra Leona es un país de origen y destino de hombres, mujeres y niños sometidos al tráfico sexual. Las víctimas proceden en su mayoría de provincias rurales y son reclutadas en centros urbanos y mineros para su explotación. En ocasiones, el tráfico sexual se produce en playas y clubes nocturnos. Las víctimas de la trata también son explotadas en la pesca y la agricultura y sometidas al tráfico sexual mediante prácticas consuetudinarias, como los matrimonios forzados.
Los traficantes suelen operar individualmente, convenciendo a los padres para que les entreguen a sus hijos y prometiendo proporcionarles una educación o una vida mejor, pero en lugar de ello explotan a los niños en el tráfico. Las niñas de Sierra Leona son explotadas cada vez más en Guinea. Los traficantes han explotado a niños y niñas de Sierra Leona para que, al parecer, trabajen como "bailarines culturales" -y posiblemente también con fines de explotación sexual- en Gambia. 
Los adultos emigran voluntariamente a otros países de África Occidental, como Mauritania y Guinea, así como a Oriente Medio y Europa, donde algunos son sometidos a prostitución forzada. Como en años anteriores, mujeres sierraleonesas son objeto de trata en Kuwait y Líbano. Niños de países vecinos de África Occidental han sido explotados en la prostitución en Sierra Leona.
La ley contra la trata de 2005 tipifica como delito todas las formas de trata de personas y establece una pena máxima de 10 años de prisión y/o una multa de 50 millones de leones (6 710 dólares) por tráfico sexual. Además, otras dos leyes prescriben penas por delitos de trata sexual que difieren de la ley contra la trata. La Ley de los Derechos del Niño impone una pena por la prostitución de un niño por un tercero de 30 millones de leones (4 030 dólares) y/o dos años de prisión, que no es lo suficientemente estricta ni se corresponde con las penas por violación. La Ley de Delitos Sexuales penaliza la prostitución forzada y la prostitución infantil con penas de hasta 15 años de prisión.
En 2018, la Oficina de Vigilancia y Lucha contra la Trata de Personas del Departamento de Estado de los Estados Unidos clasificó a Sierra Leona como país de "nivel 2".